# Rue Bishop
Pour les articles homonymes, voir Bishop.

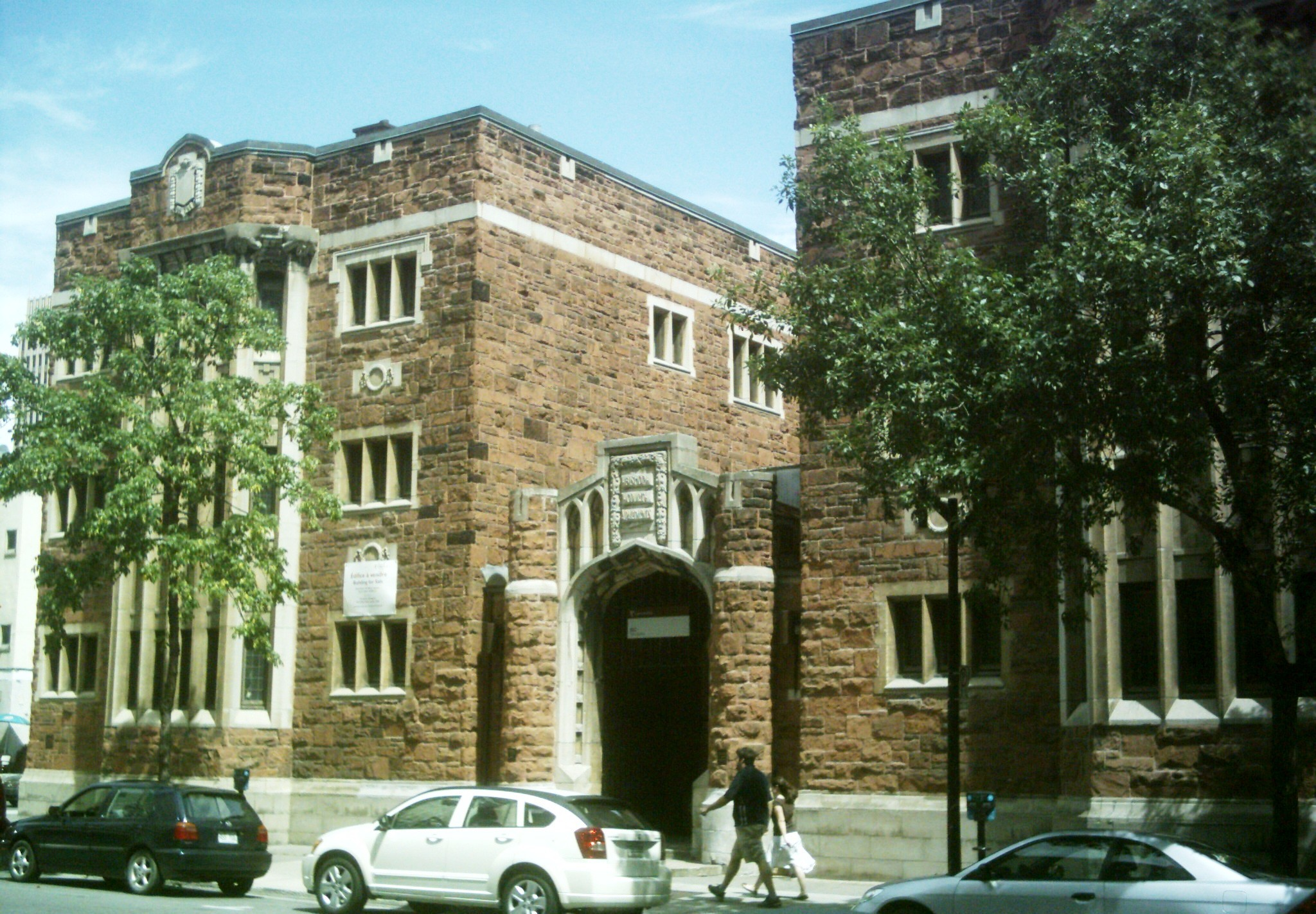
Façade des appartements Bishop Court classée monument historique en 1976

La rue Bishop est une artère nord/sud située au centre-ville de Montréal. 

## Situation et accès
Elle relie la rue Sherbrooke au boulevard René-Lévesque. 
Perpendiculaire à la rue Sainte-Catherine, au cœur même du centre-ville, elle est située une rue à l'ouest de la rue Crescent. Elle comprend une grande diversité de commerces (surtout des bars, des pubs et des restaurants). On y retrouve aussi quelques pavillons de l'Université Concordia

## Origine du nom
Bien qu'il soit difficile de déterminer avec précision l'origine de cette dénomination, il n'en demeure pas moins qu'elle est liée à la communauté anglicane, pour rappeler probablement la nomination du premier évêque (bishop) de ce diocèse, Francis Fulford (1803-1868), dont la première résidence est située rue Dorchester (aujourd'hui boulevard René-Lévesque), à l'angle de cette rue.

## Historique
En 1887, on désigne cette voie "rue Bishop". 

## Bâtiments remarquables et lieux de mémoire
- Appartements Bishop Court
- Maison Peter Lyall
- Pavillon pour la Paix Michal et Renata Hornstein du Musée des beaux-arts de Montréal

## Source
- Ville de Montréal, Les rues de Montréal. Répertoire historique, Édition Méridien, 1995, p.81-82